# Avro Duigan
Avro Duigan — лёгкий двухместный биплан с треугольным сечением корпуса, построенный для компании Avro Aircraft.

## История создания
Состоятельный австралиец Джон Р. Дуйган был энтузиастом и пионером в области авиации в своей стране. В 1910 году он разработал и построил самолёт, взяв за основу модель биплана Фарман. В мае 1911 года биплан был впервые представлен публике на ипподроме Бендиго в Мельбурне.
Во время тестовых полетов на своем биплане у Дуйгана случилось несколько происшествий, после чего он решил уехать в Англию и поступить в летную школу Авро в Брукланде. В то же время он разместил в фирме Avro заказ на самолёт собственной конструкции, в соответствии с разработанной им спецификацией.
При проектировании за основу был взят биплан Avro Type D, то есть двухместный с двойным управлением, но со стальной рамой и квадратным фюзеляжем, рули высоты и руль направления были квадратной формы. В зоне пола под сидениями были установлены целлулоидные иллюминаторы, обеспечивающие обзор вниз.
При изготовлении самолёта использовалась отборная древесина. Лонжероны крыла были из английского ясеня, нервюры из тополя, закругленные законцовки крыла сформированы из ротанга. Для облегчения транспортировки, технологически самолёт был разделен на несколько секций. Фюзеляж состоял из двух секций, соединенных болтами за задней кабиной.
Шасси полностью отличалось от прежних моделей Avro, Подрессоренная ось и центральная лыжа с тросовыми растяжками были заимствованы у моделей Nieuport. Этот тип шасси оказался удачным и в модифицированном виде использовался на самолётах Avro долгое время.
В качестве силовой установки использовался двигатель Alveston мощностью 40 л. с. В феврале 1912 года Джон Р. Дуйган предпринял первые попытки взлететь на новом самолёте. Дуйган испробовал разные типы винтов, но взлететь так и не удалось. В марте 1912 года самолёт вернули на завод Avro в Брукланде для ремонта и замены двигателя. Был установлен более легкий двигатель ENV мощностью 35 л. с. С новым двигателем самолёт взлетел, но летать было возможно только в хорошую погоду из-за малой мощности двигателя.
Дуйган сам сконструировал пропеллер и перебрал двигатель, улучшив его характеристики. Благодаря этому он смог, 19 апреля 1912 года, совершить полет восьмеркой на высоте 100 м, а 27 апреля он успешно прошел испытания на получение лицензии авиатора. Достигнув своих целей, Дуйган вернулся домой в Австралию.
Биплан Avro Duigan был продан компании Lakes Flying Соmpany, которая изменила конструкцию самолёта: установили поплавки, переделав его в гидросамолет; убрали двойное управление; установили двигатель Gnome мощностью 50,7 л. с. Самолёт получил название Sea Bird и использовался для увеселительных полетов на озере Уиндермир.
В январе 1915 года самолёт Avro Duigan вновь переделали под двойное управление и стали использовать его как учебно-тренировочный. 5 июля 1915 года, во время полета ученик решил совершить посадку на воду озера в планирующем полете с выключенным двигателем, но не рассчитал траекторию и самолёт рухнул кормой вперед с высоты 100 м в озеро. Пилот остался жив, но с самолёт был уничтожен.

## Технические характеристики
- Двигатель:1 x 40 hp Alvaston
- Размах крыла: 10.36 м.
- Длина: 8.94 м.
- Высота: 3.20 м.
- Площадь крыла: 32.52 м²
- Максимальная скорость: 64 км/ч